# Prazninska galaktika
Prazninska galaktika (eng. void galaxy) je galaktika kakva se pojavljuje u svemirskim prazninama. Ondje postoji malo galaktika; većina je u prostirkama, zidovima i vlaknima koji okružuju praznine i velepraznine. Mnoge prazninske galaktike povezane su prazninskim vlaknima ili viticama, lakim inačicama običnih galaktičkih vlakana koji okružuju praznine, jedan drugome. Ova su vlakne obično pravija nego njihovi obični kontraparti zbog manjka utjecaja vlakana iz okružja. Ova vlakna mogu biti bogata dovoljno za formirati siromašni skup galaktika. Za prazninske galaktike smatra se da predstavljaju nepatvorene primjere galaktičke evolucije, imaju malo susjeda te da su vjerojatno nastale od čistog međugalaktičkog plina.

## Popis prazninskih galaktika
Popis nije potpun.
| Galaktika                   | Praznina       | Vlakno | Referencije | Napomene                     |
| --------------------------- | -------------- | ------ | ----------- | ---------------------------- |
| PC 1357+4641                | praznina Volar |        | [ 9 ]       | galaktika u LINER-u          |
| IRAS 14288+5255             | praznina Volar |        | [ 9 ]       | AGN izvor X-zraka            |
| G 1432+5302                 | praznina Volar |        | [ 10 ]      | zvjezdorodna galaktika       |
| G 1458+4944                 | praznina Volar |        | [ 10 ]      | galaktike LINER              |
| G 1507+4554                 | praznina Volar |        | [ 10 ]      | zvjezdorodna galaktika       |
| G 1510+4727A & G 1510+4727B | praznina Volar |        | [ 10 ]      | međudjelujući galaktički par |
| BHI 1514+3819               | praznina Volar |        | [ 9 ]       |                              |
| FSS 1515+3823               | praznina Volar |        | [ 9 ]       |                              |
| G 1517+3949                 | praznina Volar |        | [ 10 ]      | zvjezdorodna galaktika       |
| G 1517+3956A & G 1517+3956B | praznina Volar |        | [ 10 ]      | međudjelujući galaktički par |
| IRAS 15195+5050             | praznina Volar |        | [ 9 ]       | AGN izvor X-zraka            |
| Markarian 845               | praznina Volar |        | [ 9 ]       | Seyfert 1 (izvor X-zraka)    |
| CG 547                      | praznina Volar |        | [ 9 ]       | galaktika u LINER-u          |
| CG 637                      | praznina Volar |        | [ 9 ]       | galaktika u LINER-u          |
| CG 922                      | praznina Volar |        | [ 9 ]       | galaktika u LINER-u          |